# Heinrich Bayer (Widerstandskämpfer)
Heinrich Bayer (* 30. September 1909 in Uchtelfangen; † 15. Mai 1944 im Zuchthaus Brandenburg) war ein deutscher Widerstandskämpfer gegen den Nationalsozialismus. Er wurde 1944 als Kriegsdienstverweigerer hingerichtet.

## Leben
Bayer wuchs in Uchtelfangen auf, wo er auch die Schule besuchte und ab 1926 als Bergmann in der Grube Göttelborn arbeitete. Bayer wurde katholisch aufgezogen, kam jedoch Anfang 1940 über seinen Onkel in Kontakt mit den Bibelforschern. In Uchtelfangen besuchte er illegale Treffen der Bibelforscher und wechselte zum Missfallen seiner Frau zu den Zeugen Jehovas. Am 15. Juli 1940 wurde er zur Wehrmacht eingezogen und in Pirna stationiert. Dort verweigerte er mehrfach den Wehrdienst. In der Zwischenzeit denunzierte seine Frau die Gruppe der Zeugen Jehovas aus Uchtelfangen, die alle zu zwei bis drei Jahren Zuchthaus verurteilt wurden.
Am 21. November 1940 wurde Bayer wegen Zersetzung der Wehrkraft zum Tode verurteilt. Durch den Einfluss seiner Ehefrau rückte er von seinem Glauben ab und wurde begnadigt. Seine Strafe wurde auf zwei Jahre Gefängnis festgesetzt, die auf Grund des Zweiten Weltkrieges jedoch bis zum Kriegsende ausgesetzt wurde. Als Soldat nahm er daraufhin am Balkanfeldzug und am Unternehmen Barbarossa teil. Nach dem Kriegseintritt Japans äußerte sich Bayer despektierlich über die Kriegsschuldfrage und gab an, Adolf Hitler nicht gewählt zu haben. Anschließend floh er von der Truppe, wurde jedoch zehn Tage später wieder aufgegriffen. Er wurde zu eineinhalb Jahren Haft verurteilt, die er bis zum 6. Dezember 1942 im Wehrmachtgefängnis Torgau absaß.
Auf Grund eines chronischen Nierenleidens war er anschließend wehrunfähig, musste aber in mehreren Rüstungsbetrieben arbeiten. In seiner letzten Anstellung in einem Energiebetrieb in Oberleutendorf verweigerte er öffentlich den Gehorsam und bekannte sich wieder zu den Zeugen Jehovas. Als er bei einer Nachtschicht schlafend angetroffen wurde, gab er an, den Krieg nicht gewollt zu haben und weder Waffen tragen zu werden, noch zu wollen. Er wurde daraufhin gemeldet und am 17. Dezember 1943 festgenommen. Am 23. März 1944 verurteilte ihn das Feldkriegsgericht der Wehrmachtkommandantur Berlin zum Tode. Eine Begnadigung wurde am 21. April 1944 von Generaloberst Friedrich Fromm abgelehnt. Das Urteil wurde daraufhin am 15. Mai 1944 im Zuchthaus Brandenburg vollstreckt. Er wurde damit zu einem der insgesamt 253 Zeugen Jehovas, die von den Nationalsozialisten hingerichtet wurden.